# Ushtria Mbretërore Shqiptare
Il Regio Esercito Albanese (in albanese: Ushtria Mbretërore Shqiptare) fu l'esercito del Regno albanese e di re Zog I di Albania dal 1928 al 1939. Il suo comandante in capo era re Zog; il suo comandante generale Xhemal Aranitasi; suo capo di stato maggiore era il generale Gustav von Myrdacz. L'esercito venne finanziato principalmente dall'Italia durante il periodo 1936-1939.

## Equipaggiamento

### Artiglieria
- Type 41 (cannone da montagna)
- Škoda 75 mm Vz. 1928
- 65/17 Mod. 1908/1913

### Mitragliatrici
- Schwarzlose
- Vickers (mitragliatrice)
- Maxim (mitragliatrice)

### Fucili
- Beretta MAB 38
- Beretta MAB 18
- Carcano Mod. 91
- Mannlicher-Schönauer
- Mauser M1893 [4]
- Mosin-Nagant

### Pistole
- Glisenti Modello 1910

## Personale ed equipaggiamento

### Esercito

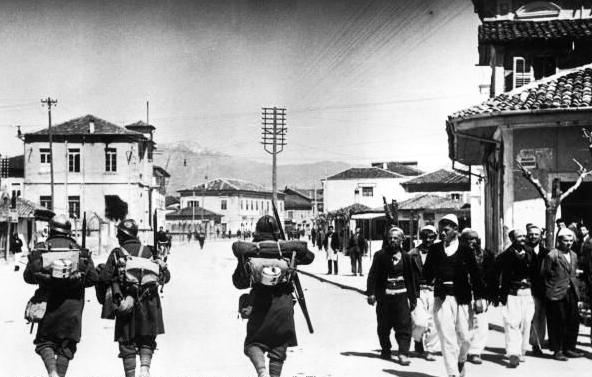
Soldati albanesi si muovono attraverso un villaggio del nord durante l'invasione italiana

- 780 ufficiali, 1.620 sottufficiali e 13.200 soldati
- Circa 15.000 coscritti (1939)
- 9 distretti militari
- 12 battaglioni di fanteria
- 2 squadroni di fanteria motorizzata
- 9 compagnie del genio
- 1.200 ufficiali tribali + 29.860 miliziani tribali
- 204 mitragliatrici pesanti
- 10.700 carabine (Carcano M1891, Mannlicher, Mosin)
- 1.104 pistole (Glisenti M1889)
- 16.196 fucili (Beretta Modello 38 &1918)
- 12 batterie da 65 mm italiane
- 6 batterie da 75 mm Skoda
- 2 batterie da 105 mm italiane
- 2 batterie da 149 mm italiane (8 cannoni)
- 1 batteria d'artiglieria costiera (Durazzo)
- 3 batterie artiglieria antiaerea
- 2 carri armati Fiat 3000B
- 6 carri armati Ansaldo CV33
- 8 autoblinde: 2 Bianchi, 6 Lancia 1ZM

### Marina
- 158 persone
- 2 cannoniere (dragamine ex-tedesche tipo FM = Flachgehende Minensuchboote)
  - 170 t, 43/6/1,7 m, 14 kn., cannone da 76 mm, 2 MG
  - Costruite nel 1918/19, comprate nel 1925 ca.
  - Shqipnja (ex-FM 16) e Skanderbeg (ex-FM 23)
- 4 MAS italiani
  - Costruiti e comprati nel 1926 a Venezia
  - 46 t, 17 kn., cannone da 76 mm, 2 MG
  - Tirana, Saranda, Durrës, Shengjin

### Aeronautica
- 5 aerei (Albatros C.XV alias L.47),
- Numero sconosciuto d'organico (alcune fonti stimano circa 15 persone)

### Gendarmeria
- 131 (ufficiali) + 440 (sottufficiali) + 3.206 (soldati)
- 6 battaglioni (ogni battaglione aveva 500 - 600 uomini)
- Dietro i veicoli vi erano i numeri in uso da parte dell'esercito albanese.